# Bryher
Bryher, vlastním jménem Annie Winifred Ellerman (2. září 1894 Margate – 28. ledna 1983 Vevey) byla anglická spisovatelka a básnířka.

## Život
Narodila se v rodině Johna Ellermana, který patřil k nejbohatším Angličanům, loďařům a finančníkům. Její matkou byla Hannah Glover.
Jako dítě cestovala po Evropě, do Francie, Itálie a také do Egypta. Ve věku čtrnácti let byla poslána do tradiční internátní školy. Někdy kolem tohoto období se její matka a otec vzali. Když se jednou Ellermann plavil k souostroví Scilly, vymyslel název pro svůj oblíbený ostrov Bryher. Ten se stal později pseudonymem jeho dcery.

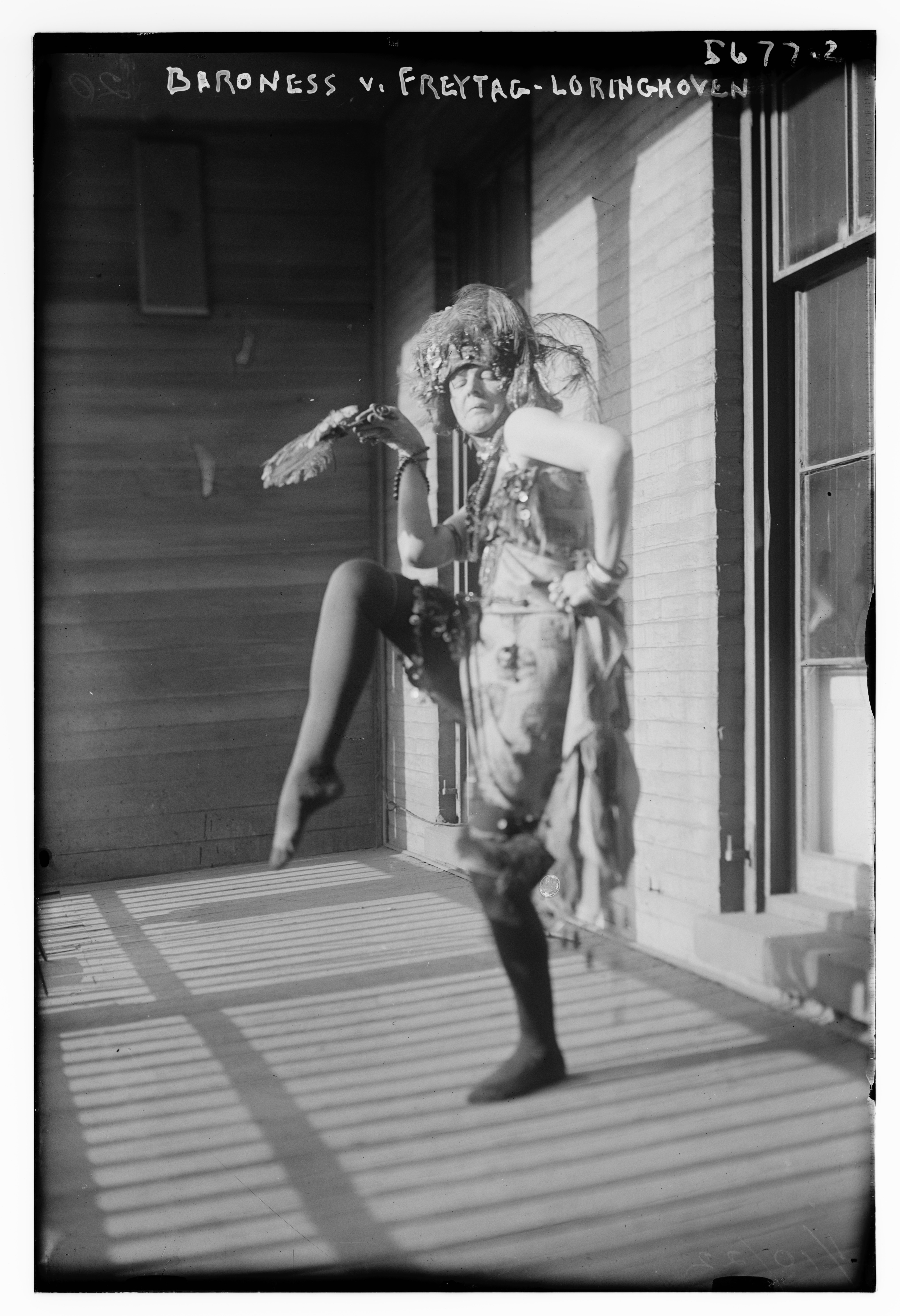
Elsa Von Freytag - Loringhoven

Ve dvacátých letech dvacátého století se Bryher stala nekonvenční osobností pařížské společnosti. Do okruhu jejích přátel patřil tehdy Ernest Hemingway, James Joyce, Gertrude Steinová, Sylvia Beach, Adrienne Monnier a Berenice Abbottová. Její pozice jí umožňovala finančně podporovat chudé spisovatele včetně Jamese Joyce a Edith Sitwell. Finančně podporovala i Sylvii Beach a její známý obchod s knihami Shakespeare and Company a několik publikací. Založila filmovou společnost Pool Group. Poskytovala granty na nákup bytu v Paříži pro umělce hnutí dada, například pro umělkyni Elsu von Freytag-Loringhovenovou.
Od roku 1918 měla lesbický vztah s básnířkou Hildou Doolittle lépe známou jako H.D. V roce 1921 však uzavřela sňatek z povinnosti s americkým autorem Robertem McAlmonom, s nímž se rozvedla v roce 1927. Ve stejném roce se provdala za skotského spisovatele Kennetha Macphersona, s nímž sdílela svůj zájem o kinematografii. Ve Švýcarsku si manželský pár postavil sídlo ve stylu Bauhausu, který byl jejich domovem i nahrávacím studiem s názvem Kenwin. Oba také formálně adoptovali dceru H.D. Perditu. Bryher se opět rozvedla v roce 1947. Rozešla se i s H.D., ale nadále zůstaly přítelkyněmi až do smrti H.D. v roce 1961.
K jejím oblíbeným zájmům patřila psychoanalýza a kinematografie. Ve Vídni se H.D. a Bryher setkaly se Sigmundem Freudem a britským sexuologem Havelockem Ellisem. V Řecku v roce 1920 měla možnost být v kontaktu s režiséry Georgem Wilhelmem Pabstem a Sergejem Ejzenštejnem.
Od roku 1927 byly její kontakty na německou kinematografii velmi úzké. Mezi 1927 až 1933 založili Bryher a McPherson první časopis Close Up, který se zabýval filmovou kritikou a vědou. Napsala knihu Problémy kinematografie v Sovětském Rusku (1929). Zasloužila se o představení nového díla Sergeje Ejznštejna anglickému publiku.
Založila i literární časopis Life and Letters Today, ve kterém zveřejňovala díla H.D. Roku 1930 vyrobila spolu s manželem experimentální film Borderline s Paulem Robesonem a H.D. v hlavních rolích. Bryher si v něm sama zahrála hostinskou.
Od roku 1929 žila i se svou matkou, manželem McPhersonem, H.D. a její dcerou Perditou nejprve v Territet am Genfersee, pak většinou v moderní vile Villa Kenwin v La Tour-de-Peilz u Vevey, kde měla ideální prostor k bydlení a práci, tvorbu, koncerty a oslavy.
Ve třicátých letech a během druhé světové války zachraňovala emigranty spolu s Alicí Toklasovou, družkou Gertrudy Steinové. Před válkou psala o pronásledování Židů v Německu. Během války pomáhala ve Švýcarsku lidem, kteří utíkali z Německa před nacisty. Po válce začala psát historické romány a autobiografii.

## Vybraná díla

### Poezie
- Region of Lutany (1914)
- Arrow Music (1922)

### Romány
- Development (1920)
- Two Selves (1923)
- West (1925)
- Civilians (1927)
- Manchester (série, 1935–1936)
- Beowulf (1948)
- The Fourteenth of October (1952)
- The Player's Boy (1953)
- Roman Wall (1954)
- Gate to the Sea (1958)
- Ruan (1960)[8]
- The Coin of Carthage (1963)
- Visa for Avalon (1965)[9]
- This January Tale (1966)
- The Colors of Vaud (1969)